# Estheria maculipennis
Estheria maculipennis là một loài ruồi trong họ Tachinidae.